# Diagramme de Lineweaver–Burk

Diagramme de Lineweaver–Burk

En biochimie, le diagramme de Lineweaver-Burk est une représentation graphique permettant d'étudier la cinétique de réactions enzymatiques. Il est nommé ainsi d'après les biochimistes américains Hans Lineweaver (en) et Dean Burk, qui ont publié en 1934 leurs premiers travaux à ce sujet. Le graphique est aussi appelé "double réciproque", puisque les deux axes du graphique représentent les inverses de grandeurs pertinentes : en abscisse, l'inverse de la concentration du substrat, en ordonnée l'inverse de la vitesse de réaction. 
L'équation représentée est similaire à l'équation de Michaelis-Menten :
{\displaystyle V=V_{max}{\frac {[S]}{K_{m}+[S]}}}
Sa réciproque est :
{\displaystyle {1 \over V}={(K_{m}+[S]) \over (V_{max}[S])}={K_{m} \over V_{max}}{1 \over [S]}+{1 \over V_{max}}}
où V est la vitesse de réaction, Km est la constante de Michaelis-Menten, Vmax est la vitesse maximale, et [S] est la concentration du substrat.
Le diagramme de Lineweaver-Burk permet, en mesurant la vitesse d'une réaction pour différentes concentrations de substrat, d'identifier Km et Vmax : les données forment une droite sur le graphe, qui intersecte l'axe des abscisses au point -1/Km, et l'axe des ordonnées au point 1/Vmax.

## Inconvénients de la méthode
- La méthode n'est théoriquement valide que si la réaction étudiée est une réaction idéale du second ordre,
- En raison de l'utilisation des inverses, des incertitudes expérimentales minimes peuvent conduire à des marges d'erreur considérables,
- Aux hautes concentrations, par construction, les points s'agglutinent près de l'axe des ordonnées.